# Instituto Brasileiro de Audiovisual

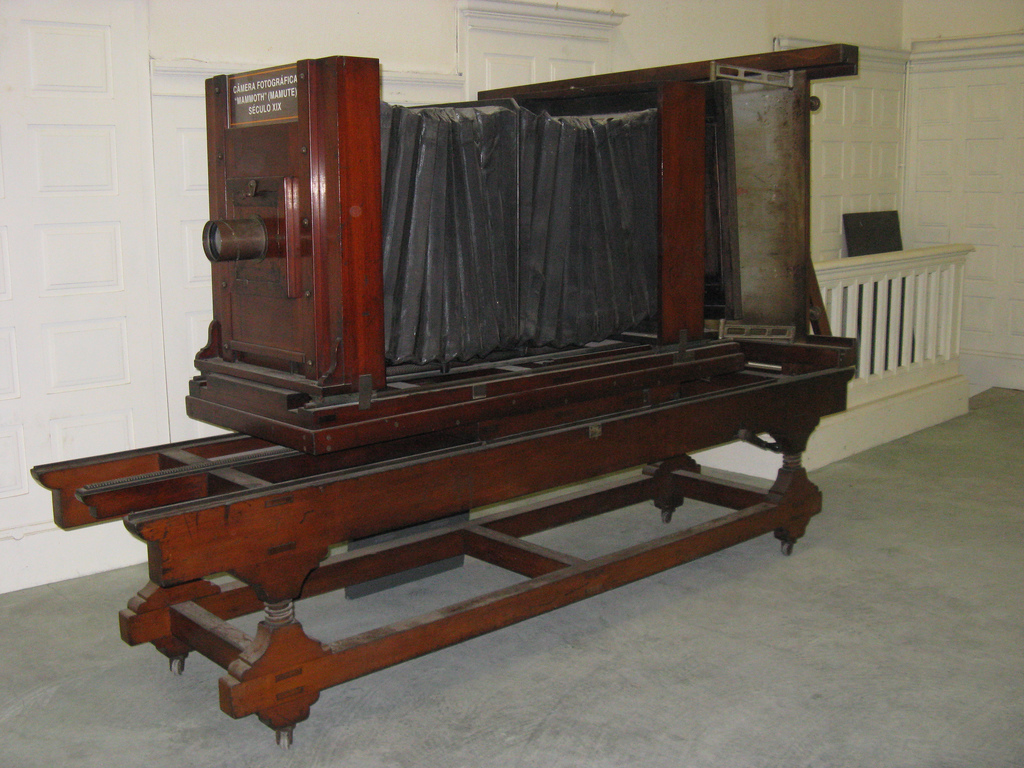
Câmera fotográfica "Mamooth" do século XIX, exposta na Escola Darcy Ribeiro

O Instituto Brasileiro de Audiovisual (IBAV) ou Escola de Cinema Darcy Ribeiro é uma organização sem fins lucrativos brasileira, dedicada ao ensino do cinema.
A escola foi fundada em outubro de 2002, por um grupo de cineastas  (como Ruy Guerra, Cacá Diegues e Nelson Pereira dos Santos), intelectuais (Moacir Werneck de Castro, Rafael de Almeida Magalhães) e outras personalidades, com o objetivo de promover a formação profissional, o ensino e a pesquisa do setor audiovisual. O projeto havia sido formulado pelos antropólogos Darcy Ribeiro (1922-1997) e Irene Ferraz, que foi a primeira diretora da instituição.
Desde 2007 a instituição conta com patrocínio da Petrobras para realizar atividades como cursos, seminários e tratamento do seu acervo.

## Sede
A escola funciona num edifício na Rua da Alfândega, no Centro do Rio de Janeiro, construído em 1914. Originalmente, o prédio abrigava o Banco Germânico da América do Sul.
Em 1943, durante a Segunda Guerra Mundial, o patrimônio do banco foi incorporado ao patrimônio da União. Ali passou a funcionar uma agência dos Correios, até 2001. Naquele ano a ECT cedeu o imóvel ao IBAV, que ali se instalou após uma reforma comandada pelo arquiteto Paulo Mendes da Rocha.

## Cursos regulares
A escola oferece três cursos regulares, todos com duração de um ano e meio e abertos para qualquer pessoa com ensino médio completo:
- Roteiro Cinematográfico
- Montagem e Edição de imagens e som
- Direção Cinematográfica – Ficção e Documentário